# Temporada da NHL de 1925–26
A temporada da NHL de 1925–26 foi a nona temporada da National Hockey League (NHL). Sete times jogaram 36 partidas cada. O vencedor da Stanley Cup foi o Montreal Maroons, que derrotou o Victoria Cougars, da recém-renomeada Western Hockey League por 3-1 em uma série melhor de cinco.

## Negócios da Liga
Um encontro especial foi realizado em 22 de setembro de 1925, para discutir a expansão para a cidade de Nova York. A NHL aprovou a expulsão da franquia do Hamilton Tigers e a entrada do clube New York Americans,  o qual assinaria com os jogadores do Hamilton. A franquia de Nova York foi garantida a Colonel J. S. Hammond e T. J. Duggan, embora a posse fosse secretamente "Big Bill" Dwyer, um infame contrabandista de Nova York, e jogou no Madison Square Garden.
No encontro anual de 7 de novembro de 1925, a liga adicionou outra franquia de expansão, em Pittsburgh, o terceiro time baseado nos Estados Unidos da NHL. O Ottawa Senators foi contra a entrada do time, mas perdeu na votação. O time de Pittsburgh, conhecido como os Pirates, foi formado porque o antigo dono do Toronto na NHA, Eddie Livingstone, estava novamente tentando formar uma liga rival e mencionou Pittsburgh como uma das possíveis localizações de franquias. O presidente da liga, Frank Calder, e os governadores logo concordaraam em garantir à organização Pittsburgh Yellow Jackets uma franquia na NHÇ, conhecida como, Pittsburgh Pirates, como o time de beisebol. Odie Cleghorn deixou os Canadiens para assinar como jogador e técnico com Pittsburgh.
Tommy Gorman e Ted Dey venderam suas parcelas no Ottawa Senators a T. Franklin Ahearn. Ahearn então contratou um executivo júnior bem sucedido, Dave Gill, para ser secretário-tesoureiro (administrador geral) do time e Gill contratou Alex Curry, um antigo jogador dos Senators na antiga NHA, para treinar o time. Gorman juntou-se à organização dos Americans.

### Mudanças de Regra
- Apenas dois jogadores de defesa dentro da zona da linha azul por vez.
- O reinício de jogo por 'falta de ofensividade' a não ser se jogasse com a mão encurtada.
- Apenas capitães dos times poderiam falar com os árbitros.
- Os marcadores do tempo marcariam o fim do período com um gongo em vez do apito dos árbitros.
- O enchimento dos goleiros seria limitado a 12" de largura.
- Limite de 14 jogadores no elenco, apenas 12 escolhidos para cada jogo.
- O teto de salário do time sera de $35,000.

## Temporada Regular
O Hamilton Tigers passou suas primeiras cinco temporadas na NHL na última posição até a última temporada, quando foram de piores a melhores. O sucesso desempenhado pelos jogadores do Tigers não foi carregado a New York, todavia, pois os Americans terminaram no quinto lugar geral, com um desempenho de 12–20–4.
Eddie Gerard melhorou os Montreal Maroons ao assinar com Nels Stewart e Babe Siebert e assinar com o antigo atleta olímpico Dunc Munro para a defesa. Os Marrons estavam em seu caminho para a glória.
Nels Stewart não apenas marcou o recorde de gols para um estreante, como também se tornou o primeiro estreante a se tornar o artilheiro da liga.
Desde temporada 1910–11 Georges Vezina havia sido o goleiro do Montreal Canadiens, e os liderou para a Copa em 1916 e 1924. Na primeira partida desta temporada, ele passou mal no gelo ao final do segundo período. Foi descoberto que ele tinha tuberculose, da qual morreu em março de 1926.
O técnico de Ottawa  Curry obteve certo sucesso, já que pegou o time que havia ficado em quarto lugar geral e o colocou em primeiro, com uma marca impressionante de 24–8–4, e a expansão Pittsburgh Pirates, com um forte elenco de ex-amadores liderado pelos futuros integrantes do Hall da Fama Roy Worters e Lionel Conacher, terminou em terceiro.

### Melhores Momentos
Primeio jogo no Madison Square Garden foi em 15 de dezembro de 1925
A primeira partida da temporada regular no Madison Square Garden, entre Montreal Canadiens e a expansão New York Americans, foi um grande evento. Cerimônias de abertura incluíram performances da Banda dos Seguranças de Ottawa do Governador-Geral e pela Banda Militar do Oeste dos Estados Unidos, apresentações de 'patinação artística', um jogo em miniatura entre os mascotes dos times e o início do jogo pelo prefeito de Nova York, John F. Hylan, e por Tex Rickard. O público foi de 19.000 e os preços dos ingressos subiram de $1.50 para $11.50. Os recibos do portão foram doados à Sociedade Neurológica de Nova York. Montreal venceu a partida liderado por Cooper Smeaton por 3–1, e receberam o Troféu Príncipe de Gales. (O Troféu seria entregue no futuro aos campeões dos play-offs da NHL.)

### Classificação Final
| Times                | J  | V  | D  | E | GP | GC  | PEM | Pts |
| -------------------- | -- | -- | -- | - | -- | --- | --- | --- |
| Ottawa Senators      | 36 | 24 | 8  | 4 | 77 | 42  | 341 | 52  |
| Montreal Maroons     | 36 | 20 | 11 | 5 | 91 | 73  | 554 | 45  |
| Pittsburgh Pirates   | 36 | 19 | 16 | 1 | 82 | 70  | 264 | 39  |
| Boston Bruins        | 36 | 17 | 15 | 4 | 92 | 85  | 279 | 38  |
| New York Americans   | 36 | 12 | 20 | 4 | 68 | 89  | 361 | 28  |
| Toronto St. Patricks | 36 | 12 | 21 | 3 | 92 | 114 | 325 | 27  |
| Montreal Canadiens   | 36 | 11 | 24 | 1 | 79 | 108 | 458 | 23  |

Nota: J = Partidas jogadas, V = Vitórias, D = Derrotas, E = Empates, Pts = Pontos, GP = Gols pró, GC = Gols contra, PEM=Penalisades em minutos

Times que se classificaram aos play-offs estão destacados em negrito.

### Artilheiros
PJ = Partidas Jogadas, G = Gols, A = Assistências, Pts = Pontos, PEM = Penalizações em Minutos
| Jogador        | Time                 | PJ | G  | A  | Pts |
| -------------- | -------------------- | -- | -- | -- | --- |
| Nels Stewart   | Montreal Maroons     | 36 | 34 | 8  | 42  |
| Cy Denneny     | Ottawa Senators      | 36 | 24 | 12 | 36  |
| Carson Cooper  | Boston Bruins        | 36 | 28 | 3  | 31  |
| Jimmy Herberts | Boston Bruins        | 36 | 26 | 5  | 31  |
| Howie Morenz   | Montreal Canadiens   | 31 | 23 | 3  | 26  |
| Jack Adams     | Toronto St. Patricks | 36 | 21 | 5  | 26  |
| Aurel Joliat   | Montreal Canadiens   | 35 | 17 | 9  | 26  |
| Billy Burch    | New York Americans   | 36 | 22 | 3  | 25  |
| Hooley Smith   | Ottawa Senators      | 28 | 16 | 9  | 25  |
| Frank Nighbor  | Ottawa Senators      | 35 | 12 | 13 | 25  |

### Goleiros Líderes
PJ = Partidas Jogadas, V = Vitórias, D = Derrotas, E = Empates, TNG = Tempo no Gelo (minutos), GC = Gols Contra, TG = Tiros ao Gol, MGC = Média de gols contra
| Jogador          | Time                 | PJ | GC  | TG | MGC  |
| ---------------- | -------------------- | -- | --- | -- | ---- |
| Georges Vezina   | Montreal Canadiens   | 1  | 0   | 0  | 0.0  |
| Alex Connell     | Ottawa Senators      | 36 | 42  | 15 | 1.2  |
| Roy Worters      | Pittsburgh Pirates   | 35 | 68  | 7  | 1.9  |
| Odie Cleghorn    | Pittsburgh Pirates   | 1  | 2   | 0  | 2.0  |
| Clint Benedict   | Montreal Maroons     | 36 | 73  | 6  | 2.0  |
| Charles Stewart  | Boston Bruins        | 35 | 80  | 6  | 2.3  |
| Jake Forbes      | New York Americans   | 36 | 89  | 2  | 2.5  |
| Bill Taugher     | Montreal Canadiens   | 1  | 3   | 0  | 3.0  |
| Herb Rheaume     | Montreal Canadiens   | 29 | 89  | 0  | 3.1  |
| Alphonse Lacroix | Montreal Canadiens   | 5  | 16  | 0  | 3.43 |
| John Ross Roach  | Toronto St. Patricks | 36 | 114 | 2  | 3.2  |
| Maurice Roberts  | Boston Bruins        | 1  | 5   | 0  | 5.0  |

## Playoffs
Essa foi a última temporada que viu desafiantes de fora da NHL competirem pela Stanley Cup. Ao início da temporada, a Western Canada Hockey League foi renomeada para Western Hockey League porque uma de suas equipes, o Regina Capitals, havia se mudado para os Estados Unidos para jogar em Portland, Oregon. Eles foram renomeados para Portland Rosebuds.
Mais uma vez, o Victoria Cougars terminou em terceiro em sua liga porém venceram o campeonato da liga e tiveram o direito de jogar pela Stanley Cup. Na temporada anterior, os Cougars bateram o Montreal Canadiens pela Stanley Cup, sendo aquela a única vez na história em que um time de fora da NHL venceu a Copa. Após os play-offs de 1926, a  Western Hockey League deixaria de existir, deixando a Stanley Cup inteiramente para a NHL. A Copa nunca mais seria disputada por uma equipe de fora da NHL, apesar de esforços para uma "Liberar a Stanley" durante a greve na Temporada 2004–05 da NHL. Essa também foi a única temporada na história da NHL em que o número de play-offs foi menos na metade do número de times da liga.
Todas as datas em 1926

### Campeonato da NHL
O segundo classificado Montreal Maroons bateu o terceiro Pittsburgh Pirates e então foi derrotar o primeiro colocado Ottawa Senators por 2 gols a 1 na série de duas partidas por total de gols, conseguindo a Copa O'Brien, o Troféu Príncipe de Gales, e o direito de enfrentar o Victoria Cougars pela Stanley Cup.
Pittsburgh Pirates vs. Montreal Maroons
| Data        | Visitante          | Placar | Mandante         | Placar | Notas |
| ----------- | ------------------ | ------ | ---------------- | ------ | ----- |
| 8 de março  | Pittsburgh Pirates | 1      | Montreal Maroons | 3      |       |
| 11 de março | Pittsburgh Pirates | 3      | Montreal Maroons | 3      |       |

Montreal a série por 6 gols a 4
Montreal Maroons vs. Ottawa Senators
| Data        | Visitante        | Placar | Mandante        | Placar | Notas |
| ----------- | ---------------- | ------ | --------------- | ------ | ----- |
| 25 de março | Montreal Maroons | 1      | Ottawa Senators | 1      |       |
| 27 de março | Montreal Maroons | 1      | Ottawa Senators | 0      |       |

Montreal venceu a série por gols a 1.

### Finais
Nels Stewart era um "Veneno Antigo" para o Victoria Cougars, pois havia marcado 6 gols nos 4 jogos e o goleiro Clint Benedict havia batido o time do oste três vezes.
Victoria Cougars vs. Montreal Maroons
| Data        | Visitante        | Placar | Mandante         | Placar | Notas |
| ----------- | ---------------- | ------ | ---------------- | ------ | ----- |
| 30 de março | Victoria Cougars | 0      | Montreal Maroons | 3      |       |
| 1º de abril | Victoria Cougars | 0      | Montreal Maroons | 3      |       |
| 3 de abril  | Victoria Cougars | 3      | Montreal Maroons | 2      |       |
| 6 de abril  | Victoria Cougars | 0      | Montreal Maroons | 2      |       |

Montreal Maroons venceu a série melhor de 5 po 3-1 para a Stanley Cup.

### Artilheiro do play-off da NHL
PJ = Partidas Jogadas, G =Gols, A = Assistências, Pts = Pontos, 
| Jogador      | Time             | PJ | G | A | Pts |
| ------------ | ---------------- | -- | - | - | --- |
| Nels Stewart | Montreal Maroons | 8  | 6 | 3 | 9   |

## Prêmios da NHL
| Troféu Memorial Hart:      | Nels Stewart, Montreal Maroons                                                                                         |
| Troféu Memorial Lady Byng: | Frank Nighbor, Ottawa Senators                                                                                         |
| Copa O'Brien:              | Montreal Maroons |
| Troféu Príncipe de Gales:  | Montreal Canadiens (por vencer a primeira partida no Madison Square Gardens) Montreal Maroons (pelo campeonato da NHL) |

## Estreias
O seguinte é uma lista de jogadores importantes que jogaram seu primeiro jogo na NHL em 1925–26 (listados com seu primeiro time, asterisco(*) marca estreia nos play-offs):
- Wildor Larochelle, Montreal Canadiens
- Albert Leduc, Montreal Canadiens
- Pit Lepine, Montreal Canadiens
- Babe Siebert, Montreal Maroons
- Nels Stewart, Montreal Maroons
- Joe Simpson, New York Americans
- Hec Kilrea, Ottawa Senators
- Roy Worters, Pittsburgh Pirates
- Harold Darragh, Pittsburgh Pirates
- Baldy Cotton, Pittsburgh Pirates
- Lionel Conacher, Pittsburgh Pirates
- Hib Milks, Pittsburgh Pirates

## Últimos Jogos
O seguinte é uma lista de jogadores importantes que jogaram seu último jogo na NHL em 1925-26  (listados com seu último time):
- Georges Vezina, Montreal Canadiens